# Dinastia Asăneștilor
Dinastia Asăneștilor (bulgară: Асеневци) a fost o dinastie de conducători de origine vlahă ai unui stat medieval numit Țaratul Vlaho-Bulgar (în istoriografia modernă Al II-lea Țarat Bulgar), între 1187 și 1280. Numele original este Asan, conform cronicilor; bulgarii l-au modificat în istoria lor în Asen.
Dinastia asăneștilor și țaratul vlaho-bulgar au apărut în urma răscoalei vlahilor și bulgarilor din Imperiul Bizantin, în iarna anilor 1185/1186, din cauza măririi impozitelor.
Primii conducători ai dinastiei s-au autodenumit Împărați ai bulgarilor și vlahilor (îndeosebi țarul Ioniță Caloian). Ulterior, alți conducători, precum Ioan Asan al II-lea, și-au luat numele de Țari ai bulgarilor și grecilor. (Țar este adaptarea din limbile slave a termenului latin Caesar pentru noțiunea de „rege” sau „împărat”.)
Renumele vlahilor în urma rascoalei antibizantine a crescut atât de mult încât în cronicile arabe din secolul al XIII-lea, în loc de regatul Bulgar era mentionată Valahia, cu indicarea precisa a coordonatelor geografice arabe și cu specificarea faptului că Valahia se numea in arabă "al-Awalak" iar locuitorii "ulaqut" sau "ulagh".

## Membri
- 1185-1197: Petru al IV-lea;
- 1189-1196: Ioan Asan I;
- 1197-1207: Ioniță Caloian;
- 1207-1218: Boril Asan;
- 1218-1241: Ioan Asan al II-lea;
- 1241-1246: Căliman I Asan;
- 1246-1256: Mihail al II-lea Asan;
- 1256-1257: Căliman al II-lea Asan;
- 1257-1258: Mitso Asan;
- 1277-1279: Mihail al III-lea Asan;

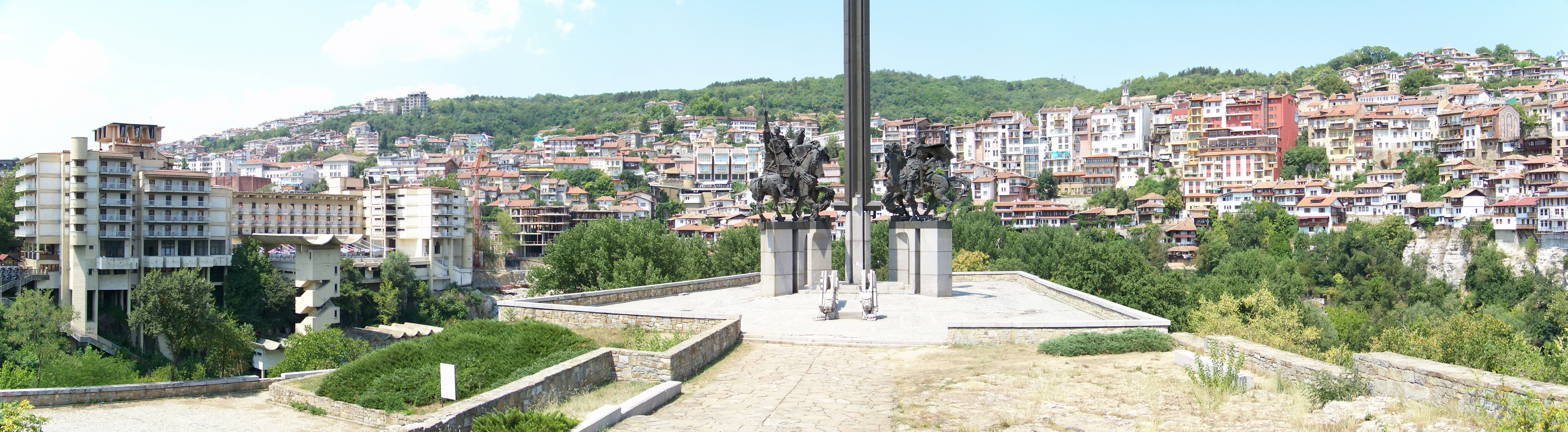

- 1279-1280: Ioan Asan al III-lea

## Origini
Originile dinastiei, în special etnia celor 3 frați Asan (Petru, Asan și Ioniță Caloian, adică „cel frumos”), rămân sursa a numeroase controverse între istoricii români și bulgari. Sursele medievale îi consideră pe primii trei conducători ai dinastiei, Asan I, Teodor Petru și Ioniță Caloian de origine vlahă (aromână).
Au apărut trei ipoteze principale referitoare la originea lor:
- Originea vlahă (română): susținută de majoritatea istoricilor români, bizantini (Nicetas Choniates) și franci;[2]
- Originea bulgară: ipoteză susținută de istoricii naționaliști bulgari, care afirmă că este o chestiune de terminologie, întrucât prin „vlah” sursele medievale subînțelegeau bulgari.
- Origine cumană: deoarece unele nume din această dinastie, Asan (varianta bulgară: Asen) și Belgun (porecla lui Ioan Asan I), sînt nume de origine cumană.[3]

## Etimologie
Un studiu recent arată că numele Asen ar proveni din änish (descendent) și că acest cuvânt poate fi găsit aproape exclusiv în limba cumană (numită  Kıpçak Turk în engleză)